# Benzaiten
Benzaiten, Benten (jap. 弁才天, 弁天) – buddyjska bogini z mitologii japońskiej, pochodząca od hinduistycznej bogini Saraswati. Jedyna kobieta wśród siedmiorga bogów szczęścia. Opiekunka urody, bogactwa i muzyki, patronka zakochanych oraz artystów. W sztuce przedstawiana jest z instrumentem strunowym o nazwie biwa i białym wężem. Często towarzyszy jej morski smok.
Uważana jest także za rodzimą córkę boga mórz. Jej kult, wyraźnie synkretyczny, pojawił się w XII wieku. Przyniesiony przez buddystów kult Saraswati nałożył się na rdzenny kult boginek morskich. Stąd też czczona jest jako kami w shintō pod imieniem Ichikishima-hime-no-mikoto.